# Santur

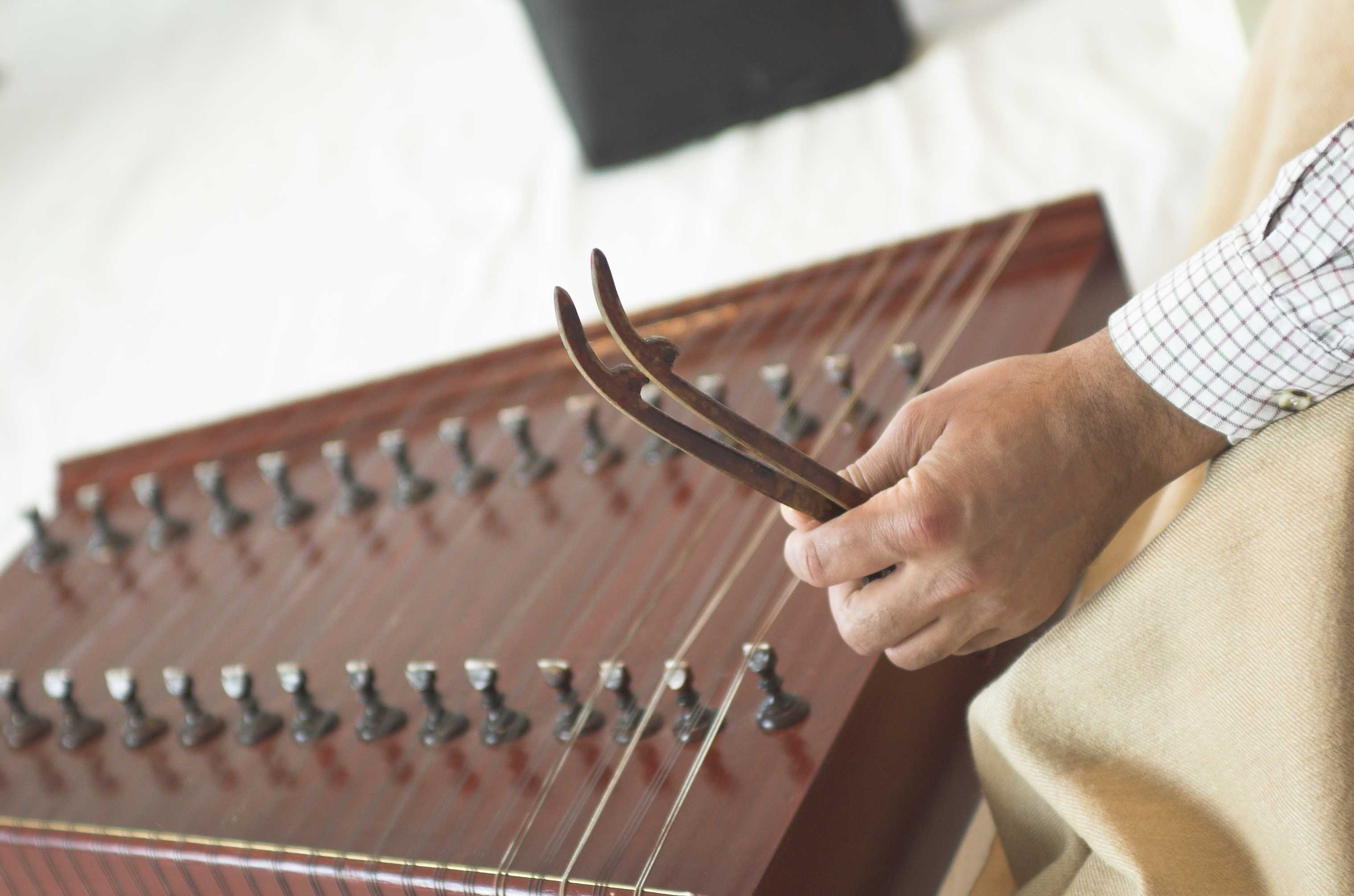
Ostad Majid Kiani grający na santurze perskim.

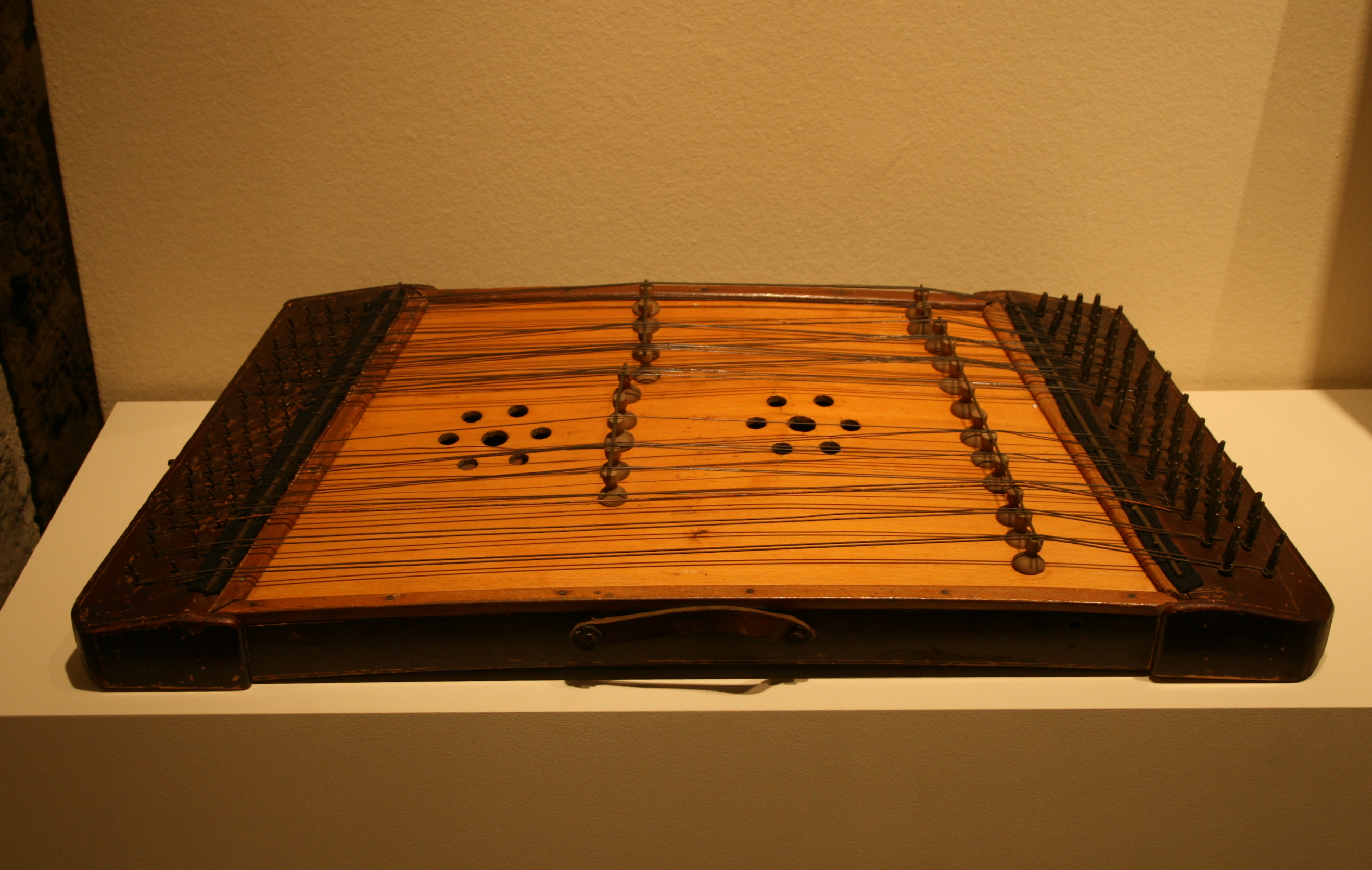
Greckie sanduri

Santur (dewanagari: संतूर santūr) – indyjski instrument strunowy, prawdopodobnie wywodzący się od perskiego instrumentu o tej samej nazwie, związany jest także z dawną indyjską lutnią, nazywaną śata-tantri vina. 
Jest to chordofon, na którym gra się przy użyciu dwóch drewnianych pałek. Ma 70 strun. Kaszmirska wersja ma bardziej prostokątny kształt i zazwyczaj 72 struny. Santur trzeba stroić do każdego utworu.
Dwudziestowieczni muzycy grający na tym instrumencie to m.in. Pandit Bhajan Sopori i Pandit Shivkumar Sharma. 
Nowszą odmianą santuru jest grecki, znacznie większy instrument sanduri (σαντούρι). W Europie pojawił się w pierwszej połowie XIX w. wraz z greckimi uchodźcami z Imperium osmańskiego. W literaturze pojawia się również jako instrument, na którym grał Grek Zorba w powieści Nikosa Kazantzakisa.